# Чарлс Скот Шерингтон
Сер Чарлс Скот Шерингтон (27. новембар 1857 – 4. март 1952) био је британски неурофизиолог. Његова експериментална истраживања поставила су темеље савремене неуронауке, укључујући концепт кичменог рефлекса као система повезаних неурона („неуронска доктрина“) и начине на које се пренос сигнала између неурона може појачати или ослабити. Сам Шерингтон је сковао термин „синапса“ како би дефинисао везу између два неурона.
Његова књига Интегративно деловање нервног система (1906) представља синтезу ових истраживања, због чега је 1932. године, заједно са Едгаром Дагласом Адријаном, добио Нобелову награду за физиологију или медицину.
Осим рада у физиологији, Шерингтон је спроводио истраживања у хистологији, бактериологији и патологији. Био је председник Краљевског друштва почетком 1920-их година.

## Биографија

### Рани живот и образовање
Из службених биографија произлази да је Чарлс Скот Шерингтон рођен у Ислингтону, Лондон, 27. новембра 1857. године, као син Џејмса Нортона Шерингтона, сеоског доктора, и његове супруге Ен Тертел.
Међутим, историјски подаци указују на то да је Џејмс Нортон Шерингтон био трговац гвожђем и продавалац уметничких боја у Грејт Јармуту, а не лекар, и да је преминуо у Грејт Јармуту 1848. године – готово девет година пре Чарлсовог рођења.
Попис становништва из 1861. године наводи Чарлса као Чарлса Скота (4 године, рођен у Индији), који борави у домаћинству удовице Ен Шерингтон, са Кејлабом Роузом, ожењеним хирургом, наведеним као посетилац. У попису из 1871. године Кејлаб је наведен као глава породице, у којој је Чарлс одрастао, иако су се Ен и Кејлаб венчали тек након смрти његове супруге 1880. године.
Права природа Чарлсовог порекла остаје нејасна. Током 1860-их породица се преселила у Англси Роуд у Ипсвичу, наводно због Кејлабове астме, коју је погоршавала клима у Лондону.
Питање Шерингтоновог порекла разматрано је у више извора. У часопису Journal of Medical Biography из јануара 2018. године, Крис Мос и Сузан Хантер су објавили чланак који разматра могућност да је Чарлс Шерингтон рођен у Индији од непознатих родитеља или да је био ванбрачни син Кејлаба Роуза и Ен Шерингтон.
Ерлинг Норби, доктор наука, у књизи Nobel Prizes and Notable Discoveries (2016) запажа: „Порекло његове породице очигледно није тачно наведено у званичној биографији. С обзиром на то да је материнство ствар чињенице, а очинство ствар мишљења, може се приметити да његов отац није био Џејмс Нортон Шерингтон, од кога је преузето породично презиме. Чарлс је рођен девет година након смрти свог наводног оца. Уместо тога, Чарлс и његова два брата били су ванбрачни синови Кејлаба Роуза, угледног хирурга из Ипсвича.“
Сузан Гарднер у књизи Ipswich Town: A History пише: „Џорџ и Вилијам Шерингтон, заједно са својим старијим братом Чарлсом, готово су сигурно били ванбрачни синови Ен Брукс, рођене Тертел, и Кејлаба Роуза, водећег хирурга из Ипсвича, са којим је живела у Колеџ Роуду у Ислингтону у време рођења све тројице дечака. У крштеници цркве Светог Џејмса у Клеркенвелу није наведен отац, нити постоји званична евиденција о њиховом рођењу. Тврдило се да су синови сеоског доктора Џејмса Нортона Шерингтона. Међутим, са Кејлабом Роузом, Ен и тројица Шерингтон дечака преселили су се у Англси Роуд у Ипсвичу 1860. године, а пар се венчао 1880. након смрти Калебове прве супруге.“
Џудит Свејзи у књизи Reflexes and Motor Integration: Sherrington's Concept of Integrative Action (1969) наводи сведочење Чарлсовог сина, Кара Шерингтона: „Џејмс Н. Шерингтон је увек ословљаван са „господин”, и немам сазнања да је био доктор, било у праву или медицини... Он се углавном занимао уметношћу и био је лични пријатељ Џ. Б. Кроуна и других сликара.“
Кејлаб Роуз је био значајан како као класични научник, тако и као археолог. У породичној кући Edgehill House у Ипсвичу налазила се богата збирка слика, књига и геолошких узорака. Захваљујући Роузовом интересовању за Норичку школу сликарства, Шерингтон је развио љубав према уметности. Породичну кућу су редовно посећивали интелектуалци, а управо је то окружење подстакло код Шерингтона академску радозналост. Још пре уписа на факултет, млади Шерингтон је прочитао књигу Elements of Physiology Јоханеса Милера, коју му је поклонио Кејлаб Роуз.
Шерингтон је 1871. године уписао школу у Ипсвичу. Један од његових учитеља био је Томас Еш, познати енглески песник, који му је пренео љубав према класицима и жељу за путовањима.
Кејлаб Роуз је усмеравао Шерингтона ка медицини. Шерингтон је прво започео студије на Краљевском колеџу хирурга Енглеске. Желео је да студира и на Кембриџу, али је финансијска криза услед пропасти банке ослабила породичне приходе. Из тог разлога, у септембру 1876. године уписао је St Thomas' Hospital као „перманентни ученик“, како би омогућио својој двојици млађих браће да стекну образовање пре њега. Они су се посветили изучавању права. Медицинске студије на St Thomas' Hospital биле су повезане са студијама на колеџу Гонвил и Кајус на Кембриџу. На Кембриџу је Шерингтон одабрао физиологију као главну дисциплину и студирао је под менторством сер Мајкла Фостера, који је сматран „оцем британске физиологије“.
Шерингтон је играо фудбал за своју гимназију и за фудбалски клуб Ипсвич таун. Такође је играо рагби за St. Thomas's и био члан веслачког тима на Оксфорду.
У јуну 1875. године положио је прелиминарни испит из општег образовања на Краљевском колеџу хирурга Енглеске. Овај испит је био неопходан за стицање звања члана и ослобађао је кандидата од сличног испита за стицање чланства. У априлу 1878. године положио је Примарни испит за чланство у Краљевством колеџу хирурга Енглеске, а дванаест месеци касније и Примарни испит за звање члана Колеџа.
У октобру 1879. године Шерингтон је уписао Кембриџ као студент без колегијалне припадности. Следеће године постао је члан колеџа Гонвил и Кајус. Показао се као одличан студент. У јуну 1881. године положио је први део испита у оквиру Natural Sciences Tripos са највишом оценом у физиологији. Укупно је било девет кандидата (осам мушкараца и једна жена), од којих је пет добило прву класу почасних диплома. У јуну 1883. године, у другом делу испита, поново је добио прву класу, заједно са Вилијамом Бејтсоном.
Његов ментор Волтер Холбрук Гаскел обавестио га је у новембру 1881. године да је освојио највише оцене у ботаници, људској анатомији и физиологији, друго место у зоологији и највише оцене у генерацији. Други ментор му је био Џон Њупорт Ленгли. Оба су се бавила истраживањем односа између анатомске структуре и физиолошке функције.
Шерингтон је 4. августа 1884. године стекао чланство у Краљевском колеџу хирурга. Године 1885. добио је прву класу у Natural Science Tripos са почасном оценом. Истовремено је стекао звање дипломираног доктора медицине и хирургије на Кембриџу. Године 1886. добио је и титулу лиценцијата Краљевског колеџа лекара.

#### Седми међународни медицински конгрес
Седми међународни медицински конгрес одржан је у Лондону 1881. године. Управо на овом конгресу Шерингтон је започео своја истраживања у области неурологије. Током конгреса избио је спор. Фридрих Голц са Универзитета у Стразбуру тврдио је да не постоји локализована функција у кортексу мозга, заснивајући своје закључке на посматрању паса којима су уклоњени делови мозга. Са њим се није слагао Дејвид Феријер, који је касније постао један од Шерингтонових узора. Феријер је заступао став да у мозгу постоји локализација функција. Његов најјачи доказ била је једна мајмуница која је након церебралне лезије патила од хемипарезе – парализе која погађа само једну страну тела.
Формиран је комитет, у чијем саставу је био и Џон Њупорт Ленгли, како би испитао овај случај. Пас и мајмуница су подвргнути хлороформу, након чега је десна хемисфера мозга пса послата у Кембриџ на анализу. Шерингтон је спровео хистолошко испитивање хемисфере, радећи као млађи колега Ланглија. Године 1884, Ленгли и Шерингтон објавили су извештај о својим налазима у заједничком раду, што је био Шерингтонов први научни рад.

### Путовања
Зиме 1884–1885. године, Шерингтон је напустио Енглеску и отпутовао у Стразбур, где је радио са Фридрихом Голцом. Голц је, попут многих других, имао позитиван утицај на Шерингтона. Касније је о њему рекао: „Научио ме је да у свему само најбоље може бити довољно добро.“
Године 1885. у Шпанији је избио случај колере. Један шпански лекар тврдио је да је произвео вакцину за сузбијање епидемије. Под покровитељством уУниверзитета у Кембриџу, Краљевског друштва у Лондону и Асоцијације за медицинска истраживања, формирана је истраживачка група која је требало да отпутује у Шпанију и испита ову тврдњу. Групу су чинили Ц. С. Рој, Џ. Грејем Браун и Шерингтон. Рој је био Шерингтонов пријатељ и новоизабрани професор патологије на Кембриџу. Током пута у Толедо, Шерингтон је био скептичан према тврдњама шпанског лекара. По повратку у Енглеску, тројица научника представили су извештај Краљевском друштву, у коме су дискредитовали тврдње шпанског доктора.
Шерингтон се током ове мисије није сусрео са Сантјагом Рамоном и Кахалом. Док је Шерингтон са својом групом боравио у Толеду, Кахал је био стотинама километара далеко, у Сарагоси.
Касније те године, Шерингтон је отпутовао у Берлин код Рудолфа Вирхова како би анализирао узорке колере које је набавио у Шпанији. Вирхов га је потом упутио Роберту Коху на шестонедељни курс техничких метода. Уместо шест недеља, Шерингтон је код Коха остао годину дана, бавећи се истраживањима у области бактериологије. Под њиховим менторством, стекао је чврсте темеље у физиологији, морфологији, хистологији и патологији. Током овог периода, можда је такође студирао и код Валдејера и Цунца.
Године 1886. Шерингтон је отпутовао у Италију како би поново истраживао епидемију колере. Док је боравио у Италији, проводио је много времена у уметничким галеријама. Управо у овој земљи његова страст према ретким књигама прерасла је у опсесију.

### Запосленост
Године 1891. Шерингтон је именован за управника Брауновог института за напредна физиолошка и патолошка истраживања при Универзитету у Лондону, центра посвећеног истраживању физиологије и патологије код људи и животиња. Он је на тој позицији наследио сера Виктора Александра Хејдена Хорслија.
У оквиру института, Шерингтон је радио на сегменталној дистрибуцији дорзалних и вентралних коренова кичмене мождине, мапирао је сензорне дерматоме, а 1892. године открио је да мишићна вретенца иницирају рефлекс истезања. Институт му је омогућио да проучава велики број животиња, од мањих до већих примата, укључујући и мајмуне. Браунов институт је имао довољно простора за рад са великим приматима као што су човеколики мајмуни, што је омогућило значајна истраживања у области неурофизиологије.

#### Ливерпул
Шерингтонова прва професорска позиција дошла је 1895. године, када је именован за Холтовог професора физиологије на Универзитету у Ливерпулу, наследивши Франсиса Гоча. Овим именовањем Шерингтон је окончао своју активну каријеру у области патологије.
Радећи са мачкама, псима, мајмунима и човеколиким мајмунима којима су били уклоњени мождани хемисфере, открио је да се рефлекси морају посматрати као интегрисане активности целокупног организма, а не само као резултат деловања рефлексних лукова, што је у то време била општеприхваћена теорија. Наставио је своја истраживања о рефлексима и реципрочној инервацији, а резултате ових истраживања објединио је у Крунијевом предавању 1897. године.
Шерингтон је показао да је ексцитација мишића обрнуто пропорционална инхибицији супротстављене групе мишића. Говорећи о односу ексцитације и инхибиције, изјавио је: „одсуство акције може бити исто толико активно као и предузимање акције.” До 1913. године, Шерингтон је могао закључити да се „процес ексцитације и инхибиције може посматрати као поларне супротности [...] један је у стању да неутралише други.” Његова истраживања реципрочне инервације представљала су значајан допринос разумевању функције кичмене мождине.

#### Оксфорд
Још 1895. године, Шерингтон је покушавао да се запосли на Универзитету у Окфорду. Чекање је завршено 1913. године, када му је понуђена Вејнфлетова катедра за физиологију на Колеџу Магдален. Изборници за ову катедру једногласно су препоручили Шерингтона без разматрања других кандидата. На Окфорду је имао част да подучава многе бриљантне студенте, укључујући Вилдера Пенфилда, којег је увео у студију мозга. Неки од његових студената били су Родосови стипендисти, а тројица од њих – Сер Џон Еклс, Рагнар Гранит и Хауард Флореј – касније су добили Нобелову награду. Шерингтон је такође имао велики утицај на америчког пионера у неурохирургији Харвија Вилијамса Кушинга.
Шерингтонова филозофија као наставника може се видети у његовом одговору на питање о правој функцији Универзитета у Окфорду у свету. Он је рекао: „Након неколико стотина година искуства, мислимо да смо овде у Окфорду научили како да подучавамо оно што је познато. Али сада, са незапаженим порастом научног истраживања, не можемо се више ослањати само на чињеницу да знамо како да подучавамо оно што је познато. Морамо научити како да подучавамо најбољи став према ономе што још није познато. Ово такође може потрајати вековима да се стекне, али не можемо побећи од овог новог изазова, нити то желимо.”
Док је био на Окфорду, Шерингтон је држао стотине микроскопских плочица у посебно конструисаној кутији обележеној као„ Сер Чарлс Шерингтонове хистолошке демонстрационе плочице”. Поред хистолошких демонстрационих плочица, кутија садржи плочице које су можда повезане са оригиналним открићима, као што је локализација на кори мозга.
Шерингтоново предавање на Окфорду прекинуто је Првим светским ратом. Када је рат почео, његови часови су остали са само девет студената. Током рата, радио је у фабрици муниције како би подржао рат. Његово радно време било је од 7:30 ујутро до 8:30 увече, а викендом од 7:30 ујутро до 6:00 увече.
У марту 1916. године, Шерингтон се борио за то да жене буду примљене у медицинску школу на Окфорду.
Живео је у северном Окфорду од 1916. до 1934. године, а 28. априла 2022. године, на овој кући је откривена плава плоча у његову част.

### Пензионисање
Чарлс Шерингтон је отишао у пензију са Окфорда 1936. године. Потом се преселио у свој родни град Ипсвич, где је изградио кућу. Тамо је наставио велику кореспонденцију са ученицима и другима из целог света. Такође је наставио да ради на својим поетским, историјским и филозофским интересовањима. Од 1944. године па до своје смрти, био је председник Ипсвич музеја, у комитету на којем је раније служио.
Шерингтонове менталне способности биле су изузетно јасне до времена његове изненадне смрти, која је била узрокована наглим срчаним застојем у 94. години. Његово телесно здравље, међутим, страдало је са старошћу. Артритис је био велики терет. О свом стању, Шерингтон је рекао: „Старија доба нису пријатна, не можеш радити ништа сам.” Артритис га је довео до дома за старе у години пре његове смрти, 1951. године.

## Породични живот
Чарлс Шерингтон се 27. августа 1891. године оженио Етел Мери Рајт (која је преминула 1933. године), ћерку Џона Елија Рајта из Престон Манора, Сафолк, Енглеска. Имали су једно дете, сина по имену Чарлс Е.Р. Шерингтон, који је рођен 1897. године.
Током викенда у својим годинама на Окфорду, пар је често организовао велике састанке са пријатељима и познаницима у својој кући.

## Публикације

### Интегративно деловање нервног система
Објављено 1906. године, ово је био компендим од десет Шерингтонових „Силиманових предавања”, која је одржао на Универзитету Јејл 1904. године.
Књига се бавила теоријом неурона, „синапсом“ (појам који је он увео 1897. године, а сам термин предложен од класичног филолога А. В. Верала), комуникацијом између неурона и механизмом за функцију рефлексног лука. Ово дело је ефективно решило дебату између теорије неурона и ретикуларне теорије код сисара, чиме је обликовало наше разумевање централног нервног система.
Шерингтон је теорисао да нервни систем координише различите делове тела и да су рефлекси најједноставнији изрази интерактивног деловања нервног система, омогућавајући целокупном телу да функционише ка одређеном циљу. Он је указао да рефлекси морају бити циљно усмерени и сврсисходни. Штавише, установио је природу постуралних рефлекса и њихову зависност од антигравитационог стреч рефлекса, те пратио аферентни стимулус до проприоцептивних крајњих органа, за које је претходно показао да су сензорне природе („проприоцептивно“ је такође био појам који је он увео). Дело је било посвећено Феријеру.

### Физиологија сисара: курс практичних вежби
Уџбеник је објављен 1919. године, одмах након Шерингтоновог доласка на Оксфорд и завршетка Првог светског рата.

### Тестирање Брабантија и друга поезија
Ова колекција ратних песама, која је раније објављена, представљала је Шерингтоново прво велико поетско издање, објављено 1925. године. Шерингтонов поетски таленат био је инспирисан Јоханом Волфгангом Гетеом. Шерингтон је био љубитељ Гетеа као песника, али не и као научника. Оцењујући Гетеова научна дела, Шерингтон је рекао: „Ценити их није конгенијалан задатак.”

### Човек у својој природи
Ово је одраз Шерингтонове филозофске мисли. Шерингтон је дуго проучавао француског лекара из 16. века Жана Фернела, и толико се упознао с њим да га је сматрао пријатељем. Током академске године 1937–38, Шерингтон је одржао Гифордова предавања на Универзитету у Единбургу. Она су се фокусирала на Фернела и његово време, и представљала су основу за књигу Човек у својој природи. Књига је објављена 1940. године, са ревидованим издањем 1951. године. У њој су истражена филозофска разматрања о уму, људској егзистенцији и Богу, у складу с природном теологијом. У оригиналном издању, свако од дванаест поглавља почиње са једним од дванаест знакова зодијака. Шерингтон разматра астрологију у време Фернела у другом поглављу. У својим идејама о уму и когницији, Шерингтон је унео концепт да неурони раде као групе у „демократији од милион чланова” да би произвели резултате, а не под централизованом контролом.

## Почасти и награде
Шерингтон је изабран за члана Краљевског друштва 1893. године. Награде и признања:
- 1899: Бали Златна медаља Краљевског колеџа лекара у Лондону[18]
- 1905: медаља Краљевског друштва у Лондону
- 1922: Витез Великог крста Орденa Британске империје[34]
- 1922: Председник Британске асоцијације за 1922–1923. годину[35]
- 1924: Орден заслуга
- 1927: Коплијева медаља
- 1932: Нобелова награда за физиологију или медицину

У време своје смрти, Шерингтон је добио титулу доктора на двадесет два универзитета: Оксфорда, Париза, Манчестера, Стразбура, Левена, Упсале, Лиона, Будимпеште, Атине, Лондона, Торонта, Харварда, Даблина, Единбурга, Монтреала, Ливерпула, Брисела, Шефилда, Берна, Бирмингема, Глазгова и Универзитета у Велсу.

### Епоними

#### Лидел-Шерингтон рефлекс
Повезан са Едвардом Џорџом Тенди Лиделом и Чарлсом Скотом Шерингтоном, Лидел-Шерингтон рефлекс је тонска контракција мишића као одговор на његово истезање. Када мишић пређе одређену дужину, миотатички рефлекс узрокује да се стегне и покуша да се скрати. Ово се може осетити као напетост током вежби истезања.

#### Шиф-Шерингтон рефлекс
Повезан са Морицом Шифом и Чарлсом Скотом Шерингтоном, описује  крвну екстензију предњих удова након оштећења кичме код животиња. Може бити праћен парадоксалним дисањем. Интеркостални мишићи су паралисани, а груди се пасивно увлаче и извлаче захваљујући дијафрагми.

#### Прво Шерингтоново правило
Сваки задњи корен кичменог нерва снабдева одређено подручје коже, са одређеним преклапањем суседних дерматома.

#### Друго Шерингтоново правило
Правило узвратне инервације. Када се стимулише контракција мишића, истовремено долази до инхибиције његовог антагониста. Ово је од суштинског значаја за координисано кретање.

#### Вулпијан-Хајденхајн-Шерингтон феномен
Повезан са Рудолфом Петером Хајденхајном, Едмеом Феликсом Алфредом Вулпијаном и Чарлсом Скотом Шерингтоном. Описује спору контракцију денервираног скелетног мишића стимулацијом аутономних холинергичних влакана која инервирају његове крвне судове.